# Gemeindefreies Gebiet
Ein gemeindefreies Gebiet ist im Verwaltungsrecht ein abgegrenztes Gebiet, das zu keiner politischen Gemeinde gehört. Meist sind diese Gebiete unbewohnt (Waldgebiete, Wasserflächen, Truppenübungsplätze etc.). In Nordamerika hingegen bezeichnet der Begriff Unincorporated Area in der Regel bewohnte Gebiete. Bekanntestes „unincorporated“ Gebiet mit nennenswerter Bevölkerung in den USA ist Paradise, Nevada, das unmittelbar an Las Vegas grenzt und oft mit diesem verwechselt wird.

## Deutschland
In Deutschland gibt es sowohl gemeindefreie Gebiete, die durch staatlichen Hoheitsakt gebildet wurden, als auch solche, die nie zum Gebiet einer Gemeinde gehört haben und als „ursprünglich gemeindefreie Gebiete“ bezeichnet werden.
Gemeindefreie Gebiete befinden sich meist entweder im Eigentum des Landes, in dem sie liegen, im Eigentum der Bundesrepublik Deutschland oder der Bundesanstalt für Immobilienaufgaben. Die Verwaltungshoheit liegt in der Regel beim Landratsamt bzw. der Kreisverwaltung des entsprechenden Landkreises, und das zuständige Standesamt liegt in einer benachbarten Gemeinde. Ausnahmen sind zwei bewohnte gemeindefreie Gebiete mit eigenen Verwaltungen in Niedersachsen sowie die zwei gemeindefreien Gebiete Schleswig-Holsteins, für die die Ämter zuständig sind, zu denen die Gebiete gehören.
Angesichts der vom Grundgesetz garantierten kommunalen Selbstverwaltung und des Demokratieprinzips sind in der juristischen Literatur gegen die weitere Existenz – jedenfalls bewohnter – gemeindefreier Gebiete verfassungsrechtliche Bedenken erhoben worden. Zumindest sei eine Vertretung der Einwohner mit substantiellen Mitwirkungsrechten erforderlich. In Niedersachsen, dem einzigen Land, in dem offiziell noch bewohnte gemeindefreie Gebiete bestehen, ist vorgesehen, dass dort Einwohnervertretungen gewählt werden, die aber nur wenige eigene Entscheidungsbefugnisse haben.

### Übersicht
In Deutschland gibt es 198 gemeindefreie Gebiete im Binnenland, die sich auf sieben der acht alten Flächenländer verteilen:
| Land               | Stand: 1. Januar 2025 | Stand: 1. Januar 2025 | Stand: 1. Januar 2025 |
| Land               | Anzahl                | bewohnt               | Einw.                 |
| ------------------ | --------------------- | --------------------- | --------------------- |
| Bayern             | 165                   | –                     | –                     |
| Niedersachsen      | 25                    | 2                     | 2828                  |
| Hessen             | 4                     | 1 b                   | 2 b                   |
| Schleswig-Holstein | 2                     | –                     | –                     |
| Baden-Württemberg  | 2                     | – c                   | –                     |
| Rheinland-Pfalz    | d                     | –                     | –                     |
| Saarland           | d                     | –                     | –                     |
| Deutschland        | 198                   | 3                     | 2830                  |

Die deutschen Gebiete jenseits der Strandlinie sind regelmäßig ursprünglich gemeindefreie Gebiete. Das betrifft die Küstenländer Mecklenburg-Vorpommern, Niedersachsen und Schleswig-Holstein an der Nord- und Ostsee mit ihren angrenzenden Mündungstrichtern. Einzelne Wasserflächen sind allerdings zumindest in Schleswig-Holstein inkommunalisiert worden. Auch Landflächen, die durch Aufschüttungen oder sonstige Maßnahmen zur Landgewinnung entstanden sind, werden nicht automatisch zum Gebiet der angrenzenden Gemeinden, sondern müssen diesen erst durch Gesetz oder in einem Verwaltungsverfahren zugesprochen werden. Umgekehrt ändert sich grundsätzlich nichts an der kommunalen Zuständigkeit, wenn durch Landverlust nach Sturmfluten oder menschliche Tätigkeit (z. B. Stauseen oder geflutete Tagebaurestlöcher) ursprüngliche Landgebiete zu Wasserflächen werden. Gegebenenfalls erfolgt allerdings durch Rechtsakt der Anliegerkommunen oder im Rahmen einer Kommunalreform eine entsprechende Neugliederung.
Im Jahr 2000 lag die Zahl der gemeindefreien Gebiete in Deutschland noch bei 295, mit einer Gesamtfläche von 4.890,33 km². Immer wieder werden gemeindefreie Gebiete aufgelöst und ihre Fläche in angrenzende Gemeinden eingegliedert, besonders häufig in Bayern, dem Bundesland mit den meisten gemeindefreien Gebieten (siehe auch Liste der gemeindefreien Gebiete in Bayern sowie Liste der ehemaligen gemeindefreien Gebiete in Bayern). Auch Verkleinerungen existierender gemeindefreier Gebiete werden vorgenommen.

### Gemeindefreie Gebiete nach Größe (Fläche)
Nachstehend die größten gemeindefreien Gebiete Deutschlands (einschließlich aller bewohnten Gebiete, aber ohne Seen) mit einer Fläche von mehr als 50 km²:
| Regional- schlüssel | Gemeindefreies Gebiet      | Landkreis                        | Land               | Fläche in km² am 31. Dez. 2013 | Bevölkerung am 31. Dez. 2018 |
| ------------------- | -------------------------- | -------------------------------- | ------------------ | ------------------------------ | ---------------------------- |
| 031539504504        | Harz (Landkreis Goslar)    | Landkreis Goslar                 | Niedersachsen      | 371,75                         | –                            |
| 031569501501        | Harz (Landkreis Göttingen) | Landkreis Göttingen              | Niedersachsen      | 267,35                         | –                            |
| 066339200200        | Gutsbezirk Reinhardswald   | Landkreis Kassel                 | Hessen             | 182,58                         | 0 bzw. 2 *                   |
| 033589501501        | Osterheide                 | Landkreis Heidekreis             | Niedersachsen      | 177,99                         | 2105                         |
| 031559501501        | Solling                    | Landkreis Northeim               | Niedersachsen      | 177,35                         | –                            |
| 033519501501        | Lohheide                   | Landkreis Celle                  | Niedersachsen      | 91,32                          | 765                          |
| 064359200200        | Gutsbezirk Spessart        | Main-Kinzig-Kreis                | Hessen             | 89,30                          | –                            |
| 091809451451        | Ettaler Forst              | Landkreis Garmisch-Partenkirchen | Bayern             | 83,46                          | –                            |
| 084159971971        | Gutsbezirk Münsingen       | Landkreis Reutlingen             | Baden-Württemberg  | 64,63                          | – *                          |
| 010539105105        | Sachsenwald                | Kreis Herzogtum Lauenburg        | Schleswig-Holstein | 58,49                          | –                            |
| 094729468468        | Veldensteiner Forst        | Landkreis Bayreuth               | Bayern             | 55,60                          | –                            |
| 033549502502        | Göhrde                     | Landkreis Lüchow-Dannenberg      | Niedersachsen      | 51,81                          | –                            |
| 033549501501        | Gartow                     | Landkreis Lüchow-Dannenberg      | Niedersachsen      | 50,92                          | –                            |
| 066369200200        | Gutsbezirk Kaufunger Wald  | Werra-Meißner-Kreis              | Hessen             | 50,32                          | –                            |

In Bayern gibt es noch einige weitere zusammenhängende gemeindefreie Flächen mit mehr als 50 km²; diese setzen sich aber aus mehreren aneinandergrenzenden gemeindefreien Gebieten zusammen, die jeweils unter 50 km² groß sind.

### Gemeindefreie Seen
Die Seen, die zu keiner Gemeinde gehören und daher gemeindefreie Gebiete sind, liegen mit Ausnahme des Bodensees (siehe unten) alle in Bayern. In der ersten Aufstellung der bayerischen gemeindefreien Gebiete von 1956 (Verordnung über die Gebietseinteilung des Freistaates Bayern in Regierungsbezirke, kreisfreie Städte und Landkreise vom 9. November 1956, Anlage) werden diese noch als Wasserbezirke bezeichnet. Laut der Bekanntmachung des Bayerischen Staatsministerium des Innern vom 16. September 1966 Nr. I B 3 – 3000/10 – 9 über Bestand und Namen der Gemeindefreien Gebiete. Bayerischer Staatsanzeiger Nr. 39 vom 30. September 1966 sollen die Bezeichnungen Wasserbezirk, Seebezirk sowie auch Forstbezirk nicht mehr verwendet werden.
| Regional- schlüssel | Gemeindefreier See | Landkreis                   | Fläche in km² |
| ------------------- | ------------------ | --------------------------- | ------------- |
| 091899451451        | Chiemsee           | Landkreis Traunstein        | 77,86         |
| 091889451451        | Starnberger See    | Landkreis Starnberg         | 57,16         |
| 091819451451        | Ammersee           | Landkreis Landsberg am Lech | 47,42         |
| 091899452452        | Waginger See       | Landkreis Traunstein        | 8,98          |

Das gemeindefreie Gebiet Waginger See setzt sich zusammen aus den Seen Waginger See und Tachinger See.
Die Inseln der drei erstgenannten Seen (Herrenchiemsee, Frauenchiemsee, Krautinsel, Roseninsel und der größte Teil der Schwedeninsel) gehören nicht zu den gemeindefreien Gebieten der Seen. Ansonsten stimmen die Grenzen der Seen als gemeindefreie Gebiete und als Wasserflächen größtenteils überein. Geringe Abweichungen, dass etwa ein Gemeindegebiet geringfügig in die Wasserfläche hineinragt bzw. das gemeindefreie Gebiet schmale Uferstreifen wie das Westufer der Schwedeninsel im Ammersee beinhaltet, können sich aus vermessungstechnischen Gründen ergeben, sowie daraus, dass sich die Uferlinien im Laufe der Jahrzehnte verändern, etwa im Bereich des Mündungsdeltas der Tiroler Ache im Chiemsee.
Der Bodensee nimmt insofern eine Sonderstellung ein, als für weite Teile des Obersees nicht einmal die staatliche Zugehörigkeit geklärt ist. Da aber selbst die unstreitig zu Deutschland gehörenden Teile des Bodensees nie einem Gemeinde- oder Kreisgebiet zugeschlagen wurden, ist der Bodensee, soweit er zu Deutschland gehört, ein ursprünglich gemeindefreies Gebiet.

### Bewohnte gemeindefreie Gebiete
Nur zwei der gemeindefreien Gebiete sind offiziell bewohnt:
| Regional- schlüssel | Gemeindefreies Gebiet | Landkreis  | Land          | Bevölkerung am 31. Dezember 2023 |
| ------------------- | --------------------- | ---------- | ------------- | -------------------------------- |
| 033589501501        | Osterheide            | Heidekreis | Niedersachsen | 2098                             |
| 033519501501        | Lohheide              | Celle      | Niedersachsen | 730                              |

Diese beiden bilden den Truppenübungsplatz Bergen.
Ehemalige bewohnte gemeindefreie Gebiete sind die Ostfriesische Insel Memmert, die am 31. Dezember 2002 noch eine Bevölkerungszahl von zwei Personen aufwies, seit 2004 aber unbewohnt ist, und der Gutsbezirk Münsingen, der am 1. Januar 2011 um die bewohnten Gebietsteile verkleinert wurde.
Der Gutsbezirk Reinhardswald ist laut statistischem Jahrbuch unbewohnt, hat jedoch tatsächlich zwei Einwohner, die dort auch gemeldet sind. Daraus resultierende Kuriosa waren bereits Gegenstand Kleiner Anfragen beim hessischen Landtag. Warum das Gebiet dennoch weiterhin als unbewohnt geführt wird, ist unbekannt.
Der Aufgabenbereich der bewohnten gemeindefreien Gebiete entspricht grundsätzlich dem einer Gemeinde. Es gibt jedoch keine eigene Gemeindevertretung, sondern lediglich eine Einwohnervertretung. Als „Oberhaupt“ haben sie lediglich einen Gebiets- oder Bezirksvorsteher.
Zum Zeitpunkt der Volkszählungen vom 13. September 1950 und 6. Juni 1961 gab es auch in Bayern noch eine größere Anzahl bewohnter gemeindefreier Gebiete (1950 mindestens 13 bewohnte gemeindefreie Gebiete mit 665 und 1961 mindestens 10 mit 261 Einwohnern).

### Baden-Württemberg
In Baden-Württemberg bestehen die beiden gemeindefreien Gebiete Gutsbezirk Münsingen und Rheinau.

### Bayern
Bayern weist die größte Anzahl gemeindefreier Gebiete auf, 165 zum Stichtag 1. Januar 2025, alle unbewohnt.

### Hessen
In Hessen gilt gemäß § 153 Absatz 1 Buchstabe c der Hessischen Gemeindeordnung weiter die Verordnung über gemeindefreie Grundstücke und Gutsbezirke vom 15. November 1938. Sie unterscheidet zwischen gemeindefreien Grundstücken und Gutsbezirken. Die Gemarkung Michelbuch ist ein gemeindefreies Grundstück, die Gutsbezirke Kaufunger Wald, Reinhardswald und Spessart sind Forstgutsbezirke im Sinne des § 4 Absatz 2 der Verordnung. In den Forstgutsbezirken ist der zuständige staatliche Forstbeamte Gutsvorsteher.

### Niedersachsen
Die niedersächsische „Verordnung über die Verwaltung gemeindefreier Gebiete“ unterscheidet zwischen (bewohnten) „gemeindefreien Bezirken“ (Osterheide und Lohheide) und „sonstigen gemeindefreien Gebieten“ (23, zum Beispiel Lütje Hörn).

### Rheinland-Pfalz und Saarland
Das gemeinschaftliche deutsch-luxemburgische Hoheitsgebiet gehört weder im rheinland-pfälzischen noch im saarländischen Teil einer Gemeinde oder einem Kreis an.
In Rheinland-Pfalz war der Gutsbezirk Baumholder 1938 bis 1994 ein gemeindefreies Gebiet, welches inzwischen zum größten Teil der Stadt Baumholder zugeschlagen wurde.

### Schleswig-Holstein
In Schleswig-Holstein liegen die beiden unbewohnten, weitgehend bewaldeten gemeindefreien Gebiete Buchholz und Sachsenwald.

## Österreich
In Österreich bestehen keine gemeindefreien Gebiete. Das gesamte Staatsgebiet ist den in Art. 116 Abs. 1 des Bundes-Verfassungsgesetzes enthaltenen Vorgaben entsprechend in Gemeinden eingeteilt, wobei auch alle Gewässer, Berge und sonstigen unbewohnten Gebiete stets Teil einer Gemeinde sind. Dementsprechend weisen die österreichischen Gemeinden vor allem im inneralpinen Raum oft eine beträchtliche Flächenausdehnung auf, wobei die Gemeindegebiete in diesen Fällen über weite Strecken nur aus unbewohnter Hochgebirgslandschaft bestehen. Die Tiroler Gemeinde Sölden etwa ist mit 467 km² flächenmäßig größer als die Bundeshauptstadt Wien, hat aber nur 3080 Einwohner (Stand 1. Jänner 2025).
Die flächendeckende Einrichtung von Gemeinden erfolgte in Österreich als Folge der Revolutionen 1848/1849 zugleich mit der Abschaffung der zuvor noch weit verbreiteten Grundherrschaft. Die Gemeindegesetzgebung des Gesamtstaates der österreichisch-ungarischen Monarchie erlaubte den einzelnen Kronländern zwar noch die Schaffung von gemeindefreien Gebieten in Form von Gutsgebieten, jedoch machten von dieser Möglichkeit nur die Bukowina und Galizien Gebrauch. Die zuvor erwähnte Vorgabe des Bundes-Verfassungsgesetzes kodifiziert damit nur mehr einen Zustand, der bereits bei der Gründung der Republik Österreich im Jahr 1918 vorgefunden wurde.

## Schweiz
In der Schweiz ist die Bezeichnung «gemeindefreies Gebiet» nicht gebräuchlich, aber auch hier befinden sich Gebiete ausserhalb der Kommunalstruktur, als statistische Areale außerhalb der politischen Gemeinden. Sie stehen unter der direkten Oberhoheit des Staates, das heisst des jeweiligen Kantons.
Bei den unbewohnten Gebieten handelt es sich um:
- 22 Seen, einige zwischen mehreren Kantonen aufgeteilt, einschliesslich der nur teilweise zur Schweiz gehörigen Seen Genfersee, Bodensee (vgl. dort zu den unterschiedlichen Rechtsauffassungen) und Lago Maggiore sowie
- den Staatswald Galm (eine Staatsdomäne des Kantons Freiburg).

Das Kloster Fahr, eine Exklave des Kantons Aargau im Kanton Zürich, war bis zum 31. Dezember 2007 keiner Gemeinde zugehörig. Seit 1. Januar 2008 ist das Gebiet der Exklave Teil der Gemeinde Würenlos, welche es verwaltungsmässig schon bisher betreut hatte.
Als Gemeindefreie Spezialgebiete werden durch das Bundesamt für Statistik die so genannten Kommunanzen (Gebiete, die mehreren Gemeinden zuzuordnen sind) sowie der Staatswald Galm bezeichnet.

## Norwegen
Die Gebiete Spitzbergen (norwegisch Svalbard), Jan Mayen und Bouvetinsel gehören nicht zu Kommunen und nicht zu Provinzen (Fylke). Diese Gebiete werden vollständig durch den norwegischen Gesamtstaat verwaltet (~=bundesunmittelbar).
Spitzbergen hat dabei aufgrund des Spitzbergenvertrags auch international und völkerrechtlich eine Sonderstellung. Zwar wird die norwegische Souveränität anerkannt, jedoch ist es anderen Staaten (konkret heute Russland) erlaubt, Siedlungen und wirtschaftliche Aktivitäten (hauptsächlich Kohleminen und Tourismus) auf dem Archipel zu unterhalten.

## Unincorporated Areas
Unincorporated Area ist ein Verwaltungsbegriff angelsächsischer Länder. Er bezeichnet jede Art von Gebiet, in denen keine Selbstverwaltung auf kommunaler Ebene existiert. So ein Gebiet wird von der nächsthöheren Verwaltungsebene direkt verwaltet. Demokratietheoretisch ist dies insofern problematisch, als es dem Prinzip der Selbstregierung (im Englischen auch Home Rule genannt) zuwiderläuft, jedoch gibt es uninkorporierte Gebiete, deren Einwohner sich aus diversen Gründen sowohl der Eingemeindung in eine benachbarte Gebietskörperschaft als auch der Gründung einer eigenen Gemeindestruktur explizit widersetzen.

### Vereinigte Staaten

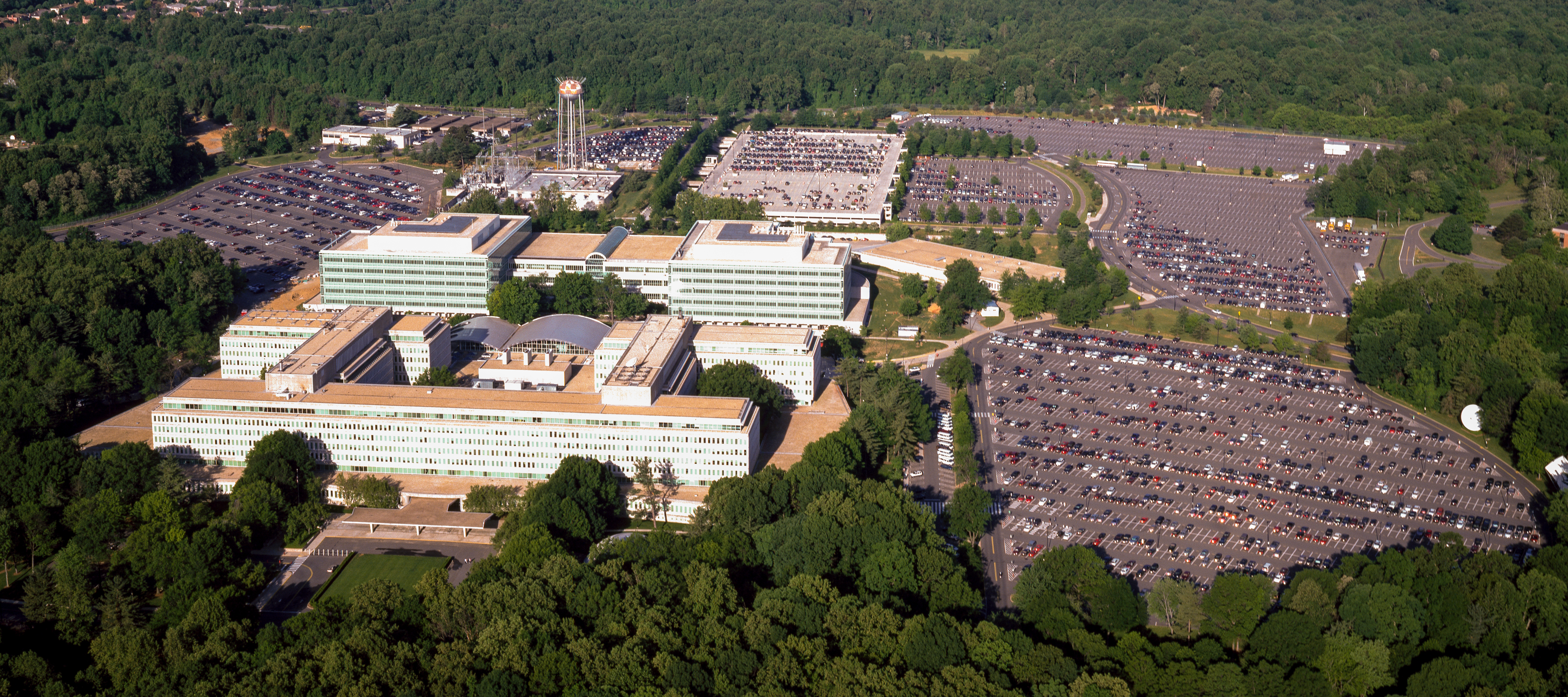
Hauptsitz der Central Intelligence Agency (CIA) in Langley, einer Unincorporated Community an der Grenze zu Washington, D.C.

In den USA gibt es eine große Anzahl Unincorporated Areas. Diese sind in manchen Bundesstaaten den jeweiligen Countys, in anderen den dort vorhandenen Townships unterstellt. Häufig gibt es Ansiedlungen mit eigenem Namen und sozialer Identität in diesen Gebieten, die Unincorporated Communities. Diese Siedlungen haben weder den Status einer selbständigen Gemeinde (etwa einer City, Town oder eines Villages) noch sind sie Teil solcher Gemeinden. Viele werden von United States Census Bureau auch als Census-designated places geführt. Die einwohnerstärkste Unincorporated Area ist Paradise (Nevada), in dem sich der Las Vegas Strip befindet, mit über 200.000 Einwohnern. Grund für den ungewöhnlichen Status von Paradise sind steuerrechtliche Überlegungen, die den ansässigen Hotel- und Casinobetrieben besonders attraktive Bedingungen ermöglichen sollen, welche in einer „incorporated“ Siedlung nicht möglich wären. Die meisten Unincorporated Areas sind jedoch kleine Siedlungen im ländlichen Raum, die mit ihren Namen als Postanschrift akzeptiert sind, aber deren Einwohnerzahlen statistisch nicht gesondert erfasst werden.
Insolvente Kommunen können zur Unincorporated Area absinken. Insbesondere in Ballungsräumen kann dann die Annexion durch eine benachbarte Gemeinde die Folge sein. Andererseits können Siedlungen durch den Rechtsakt einer Incorporation zur selbständigen Kommune werden, so etwa das 2006 gegründete La Pine, Oregon, oder das im Mai 2021 zur Town erhobene Cherokee Ridge im Marshall County (Alabama).

### Kanada
Längst nicht jede Unincorporated Area entspricht einem gemeindefreien Gebiet nach deutscher Definition; in Kanada wird jede Siedlung, die keine eigenständige Gemeinde bildet, sondern nur einen Gemeindeteil, als Unincorporated Settlement bezeichnet. Die meisten dieser Siedlungen wären mithin nach deutscher Definition Ortsteile, oft gar Eingemeindungen, wörtlich übersetzt also Incorporated Settlements.